# Relaciones Kuwait-Perú
Las relaciones entre Kuwait y Perú son las relaciones bilaterales entre ambos países. Ambos países son miembros de las Naciones Unidas y del Movimiento de Países No Alineados.
Las relaciones se establecieron en 1975, pero se interrumpieron por la Guerra del Golfo hasta su reanudación en 2011. Desde su reanudación, las relaciones han cobrado impulso debido a la creciente cooperación entre ambos países.

## Historia
Ambos países establecieron relaciones el 1 de diciembre de 1975. La primera embajada de Perú en Oriente Medio se inauguró en julio de 1989 en la ciudad de Kuwait. La embajada tuvo que ser cerrada el 12 de febrero de 1990, en medio del deterioro de las relaciones entre Irak y Kuwait. Poco después, Irak invadió Kuwait el 2 de agosto, estableciendo un gobierno títere antes de la anexión del estado, lo que dio inicio a la Guerra del Golfo. Durante este período, el jeque Jaber Al-Ahmad Al-Sabah estableció un gobierno en el exilio en la ciudad saudí de Taif. Esto significó que, de 1990 a 2009, las relaciones peruanas con Kuwait se limitaron a comunicados oficiales de felicitación al estado en su día nacional. El primer día de la invasión, Perú condenó la invasión y apoyó a Kuwait a través de gestiones diplomáticas, tanto a nivel nacional como a través del trabajo del entonces Secretario General de las Naciones Unidas, Javier Pérez de Cuéllar, quien visitó Bagdad dos veces en 1990 y 1991.
Las relaciones se renovaron y se elevaron a nivel de embajada en 2011. Ambos países acordaron abrir embajadas en sus respectivos países, sin embargo, a partir de 2023, solo Perú tiene una misión diplomática residente en Kuwait desde 2011, mientras que Kuwait está acreditado ante Perú desde su embajada en Chile. Un año después, una delegación kuwaití visitó la Cumbre Sudamericana de Países Árabes celebrada en Lima.

## Visitas de alto nivel
Visitas de alto nivel de Perú a Kuwait
- Ministro de Relaciones Exteriores José Antonio García Belaúnde (2009)[15]
- Viceministro de Relaciones Exteriores José Beraún (2012)[16]

## Comercio
El comercio entre ambos países ha aumentado de manera sostenida desde la reanudación de las relaciones. En 2019, Kuwait fue el 12º socio comercial del Perú en el mundo árabe, con un comercio directo valorado en US$ 1,7 millones.Sin embargo, muchas exportaciones peruanas también terminan en Kuwait, pasando primero por países vecinos, como Emiratos Árabes Unidos.
A partir de 2023, Perú busca invertir en el sector agrícola del país, y también está negociando la abolición de la visa de viaje para los ciudadanos kuwaitíes.

## Misiones diplomáticas residentes
- Kuwait está acreditado a Perú desde su embajada en Santiago.

- Perú tiene una embajada en la Ciudad de Kuwait.